# 俠盜羅賓漢
《俠盜羅賓漢》（英語：Robin Hood）是一套英國電視劇，由獨立製作公司 老虎电视 製作予英國廣播公司第一台播放，部分資金由美國的英國廣播公司美國頻道（BBC America）提供。劇情改編自英國民間傳說英雄羅賓漢的故事。本劇於2006年10月7日首播，第二輯於2007年10月6日播映（最後兩集於2007年12月29日播出），而第三輯於2009年3月28日播映，各輯均有十三集。英國廣播公司於2009年7月取消製作本劇。香港亞洲電視國際台由2008年6月16日至9月8日播映本劇第一輯，但無再播放第二及第三輯。

## 外部連結
- Robin Hood 2006 fansite
- Robin Hood （页面存档备份，存于） at Tiger Aspect Productions
- Robin Hood （页面存档备份，存于） at bbc.co.uk
- Robin Hood at the British Film Institute
- 互联网电影数据库（IMDb）上《Robin Hood》的资料（英文）
- Robin Hood （页面存档备份，存于） at TV.com
- Robin Hood Charity T-shirts[] for The Sherwood Forest Trust （页面存档备份，存于）